# Sängerkrieg: Akustik-Radio-Show
Sängerkrieg: Akustik-Radio-Show – drugi akustyczny album zespołu In Extremo, wydanym w 2008 roku, zaraz po Sängerkrieg.

## Spis utworów
1. Sieben Köche
2. Mein Sehnen
3. Frei zu Sein
4. Ave Maria
5. Die Gier
6. Tanz mit mir
7. Neues Glück
8. Vollmond
9. Zauberspruch
10. Küss mich
11. In diesem Licht
12. Auf's Leben
13. Requiem [bonus]
14. En Esta Noche (Piano Version)

- Band History (DVD)